# Martin Brodeur
Pour les articles homonymes, voir Brodeur.
Temple de la renommée : 2018
Martin Pierre Brodeur (né le 6 mai 1972 à Saint-Léonard, Québec, Canada) est un joueur professionnel canadien de hockey sur glace. Il évoluait au poste de gardien de but. Son père, Denis Brodeur, est un photographe sportif réputé, ancien joueur de hockey et également gardien de but. Martin Brodeur a été sélectionné en première ronde par les Devils du New Jersey au cours du repêchage d'entrée de 1990 de la Ligue nationale de hockey. Il joue 21 saisons avec les Devils avant de jouer une dernière saison, en 2014-2015, avec les Blues de Saint-Louis.
Il affiche un palmarès exceptionnel, et cumule les records en carrière de LNH à son poste, notamment le nombre de victoires en saison régulière ou encore de blanchissages mais plus surprenant, de buts marqués par un gardien de but. Ce palmarès et sa longévité font de lui, l'un des meilleurs gardiens de but de l'histoire de la LNH.

## Biographie

### Carrière junior
Martin Pierre Brodeur naît le 6 mai 1972 à Montréal dans la province de Québec de Denis et Mireille Brodeur. Il est le cinquième enfant de la famille : Line, Claude, Sylvie et Denis junior le précèdent. Le père de Martin était le photographe officiel des Canadiens de Montréal. Avant de devenir photographe, il évoluait au poste de gardien de but et a remporté la médaille de bronze aux Jeux olympiques de 1956 à Cortina d'Ampezzo en Italie,. Brodeur a eu comme idole Patrick Roy, gardien de but des Canadiens. Après avoir joué son hockey mineur à Saint-Léonard, il se joint à l'équipe Montréal-Bourassa en midget AAA. En 1989, Brodeur a été sélectionné au 23e rang lors du repêchage de la Ligue de hockey junior majeur du Québec par le Laser de Saint-Hyacinthe.
L'équipe de Saint-Hyacinthe termine à la septième place du classement pour faire les séries éliminatoires. Ils éliminent les Draveurs de Trois-Rivières en sept rencontres mais se font éliminer en cinq rencontres face aux Tigres de Victoriaville, la meilleure équipe de la saison. Brodeur termine la saison avec 23 victoires, 16 défaites et deux matchs nuls en 42 matchs. Brodeur termine dans l'équipe d'étoiles des recrues de la LHJMQ. Lors du repêchage d'entrée de 1990 dans la Ligue nationale de hockey, les Devils du New Jersey repêchent Brodeur en tant que vingtième joueur sélectionné. Brodeur est le deuxième joueur de la LHJMQ à être sélectionné dans ce repêchage, le premier étant Karl Dykhuis, choisi par les Blackhawks de Chicago en tant que seizième joueur.
La saison suivante, le Laser termine quatrième de la division Lebel et font les séries éliminatoires ; le Collège français de Longueuil balaye l'équipe en quatre rencontres. Lors de la saison 1991-1992, le Laser termine à la quatrième place de la division et affrontent le Collège français de Verdun ; ces derniers vont éliminer le Laser en six rencontres. Avec 27 victoires, 16 défaite et quatre matchs nuls, Brodeur est sélectionné dans la deuxième équipe d'étoiles de la LHJMQ.

### Débuts dans la LNH et une première Coupe Stanley
Pendant sa saison dans la LHJMQ, les Devils ont rappelé Brodeur à la suite des blessures des gardiens de l'équipe. Brodeur joue son premier match dans la LNH contre les Bruins de Boston le 26 mars 1992 ; les Devils l'emportent 4-2 et Brodeur a bloqué vingt-quatre palets. Il finit par jouer quatre matchs pour deux victoires et une défaite avant de retourner dans la LHJMQ. Bien que les Devils n'ont pas de place libre pour un gardien de but, Brodeur va jouer la saison 1992-1993 avec les Devils d'Utica, club-école des Devils dans la Ligue américaine de hockey. En trente-deux matchs, Brodeur termine la saison avec quatorze victoires, treize défaites et cinq matchs nuls. L'équipe d'Utica fait les séries éliminatoires de la Coupe Calder mais sont éliminés en cinq rencontres face aux Americans de Rochester.
Brodeur joue officiellement sa première saison dans la LNH en 1993-1994. Il réalise même son premier blanchissage dans la LNH le 20 octobre 1993 lors d'une victoire 4-0 contre les Mighty Ducks d'Anaheim. Brodeur termine sa saison avec 27 victoires, une moyenne de 2,40 buts par match et trois blanchissages en 47 matchs. Il est un des trois finalistes pour le trophée Calder, remis à la meilleure recrue de la saison, aux côtés de Jason Arnott des Oilers d'Edmonton et Mikael Renberg des Flyers de Philadelphie ; Brodeur reçoit finalement cette récompense. Deuxièmes de la division Atlantique, les Devils font les séries éliminatoires de la Coupe Stanley et battent les Sabres de Buffalo et les Bruins de Boston. Ils sont qualifiés à la finale de l'association de l'Est mais sont éliminés en sept rencontres face aux Rangers de New York, futurs champions de la Coupe Stanley.
La saison 1994-1995 est écourtée en raison d'un lock-out de 104 jours qui prend fin le 11 janvier 1995 et seulement quarante-huit matchs son joués. Brodeur termine la saison avec 19 victoires, une moyenne de 2,45 buts par match et trois jeux blancs en 40 matchs. Avec 22 victoires, 18 défaites et huit matchs nuls, ils terminent la saison avec la cinquième place de l'association.
Bien que les Devils ne sont pas considérés comme favoris pour l'obtention de la Coupe Stanley, Brodeur blanchit trois fois les Bruins de Boston pour les éliminer en cinq rencontres. Après avoir éliminé les Penguins de Pittsburgh 4 matchs à 1 et les Flyers de Philadelphie 4 matchs à 2, ils rencontrent les Red Wings de Détroit, meilleure équipe de la saison régulière et donc champions du trophée des présidents. Les Devils gagnent les deux premiers matchs à Détroit 2-1 et 4-2. Ils remportent ensuite les deux autres matchs 5-2 au New Jersey pour finalement remporter leur première Coupe Stanley de leur histoire. Claude Lemieux reçoit le trophée Conn-Smythe du meilleur joueur des séries éliminatoires alors que Brodeur a joué tous les matchs des séries et n'a encaissé que sept buts durant la finale.

### Les saisons suivantes

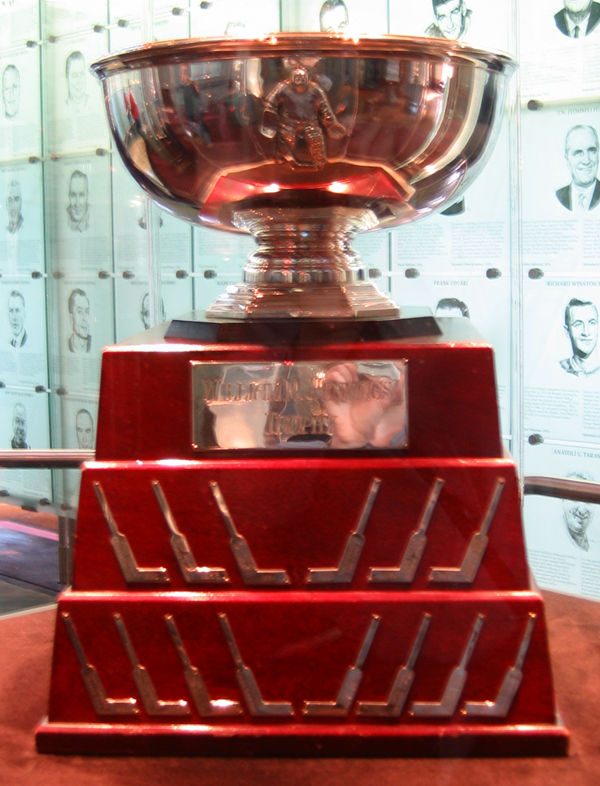
Au cours de sa carrière, Brodeur remporte cinq fois le trophée William-M.-Jennings.

La saison suivante, Brodeur est invité pour jouer dans l'équipe de l'Est au 46e Match des étoiles de la LNH se déroulant à Boston. L'équipe de l'Est remporte le match 5-4 contre l'Ouest avec douze arrêts du Québécois. Brodeur a joué presque tous les matchs avec 77 rencontres sur 82. Il totalise 34 victoires, 30 défaites et douze matchs nuls. Les Devils sont éliminés des séries éliminatoires.
En 1996-1997, il réalise sa centième victoire dans la LNH au cours de la victoire 4-2 contre les Bruins de Boston le 14 janvier 1997. Il termine la saison avec trente-sept victoires en soixante-sept matchs. Il est également le meneur de la ligue pour les blanchissages (10) et la moyenne de buts accordés (1,88 but par match). Les Devils terminent troisièmes de la ligue derrière l'Avalanche du Colorado et les Stars de Dallas, deux équipes de l'association de l'Ouest, ce qui fait donc que les Devils sont premiers de l'association de l'Est. Brodeur remporte le trophée William-M.-Jennings qu'il partage avec son coéquipier Mike Dunham remis au gardien de but ayant concédé le moins de buts durant la saison régulière.
Les Devils font les séries et affrontent les Canadiens de Montréal. Lors du premier match de la série, Brodeur effectue un tir et le palet rentre finalement dans le filet déserté par Jocelyn Thibault. Les Devils l'emportent finalement 5-2 et Brodeur devient le deuxième gardien dans l'histoire de la LNH à marquer un but en séries. Les Devils vont finalement éliminer l'équipe de Montréal 4 matchs à 1. Ils rencontrent les Rangers de New York mais sont éliminés en cinq rencontres. Brodeur a été nommé pour l'obtention du trophée Vézina du meilleur gardien de but mais perd contre Dominik Hašek des Sabres de Buffalo qui est à son troisième trophée en quatre ans. Le numéro 30 fait partie de la deuxième équipe d'étoiles de la LNH.
En 1997-1998, Brodeur termine la saison avec 43 victoires pour être le meneur de la ligue. Il réalise dix blanchissages mais Hašek mène avec treize blanchis. Brodeur remporte pour une deuxième année consécutive le trophée William-M.-Jennings. Les Devils font les séries éliminatoires en tant que premiers de l'association de l'Est. Ils rencontrent les Sénateurs d'Ottawa mais ces derniers surprennent les Devils en les éliminant en six rencontres. Brodeur est encore en lice pour le trophée Vézina mais perd encore contre Hašek. Pour une deuxième saison de suite, Brodeur est dans la deuxième équipe d'étoiles de la LNH.
La saison suivante, Brodeur réalise sa 200e victoire en carrière dans la LNH lors d'une victoire 2-1 contre les Sabres de Buffalo. Il est encore le meneur de la ligue pour les victoires avec trente-neuf réalisations. Les Devils sont encore premiers de leur association mais perdent en sept rencontres face aux Penguins de Pittsburgh.

### Deux Coupes Stanley en quatre ans

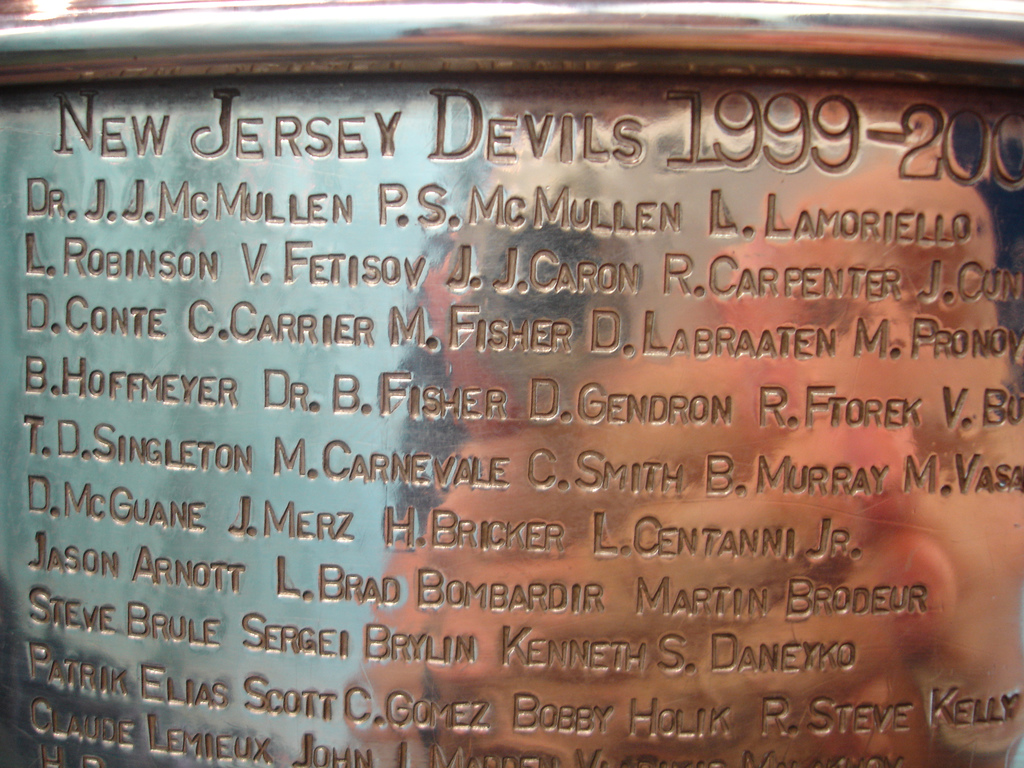
La Coupe Stanley et l'effectif des Devils 1999-2000 gravé.

En 1999-2000, Brodeur a été crédité pour la seconde fois de sa carrière d'un but le 15 février 2000 contre les Flyers de Philadelphie ; il a en effet été le dernier joueur des Devils à avoir le palet lorsque Daymond Langkow, joueur de l'équipe adverse, marque involontairement dans son propre but. Brian Boucher, le gardien des Flyers, a quitté son filet à la suite d'une pénalité appelée contre le défenseur des Devils, Scott Stevens. Il est seulement le deuxième gardien dans l'histoire de la LNH à être crédité de deux buts après Ron Hextall.
Brodeur termine la saison avec 33 victoires en 72 rencontres pour être encore le meneur de la ligue pour les victoires. Les Devils terminent deuxièmes de la division Atlantique malgré le congédiement de Robbie Ftorek remplacé par Larry Robinson. Les Devils éliminent tour à tour les Panthers de la Floride en quatre rencontres, les Maple Leafs de Toronto en six rencontres et également les Flyers en sept rencontres pour atteindre la finale de la Coupe Stanley.
Ils rencontrent les Stars de Dallas en finale, champions en titre de la Coupe Stanley. Les Devils remportent le premier match 7-3 avec les doublés de Jason Arnott et Petr Sýkora. Les Stars remporte le deuxième match 2-1 puis l'équipe du New Jersey remporte les deux autres matchs avec le résultat 3-1. Le gardien des Stars Ed Belfour blanchit les Devils 1-0 en prolongation après trois prolongations et 106 minutes de jeu avec ses quarante-huit arrêts ; Brodeur réussit à arrêter quarante tirs. Lors du sixième match, Arnott réussit à inscrire le but vainqueur après deux périodes de prolongation pour voir une deuxième Coupe Stanley dans l'histoire des Devils.

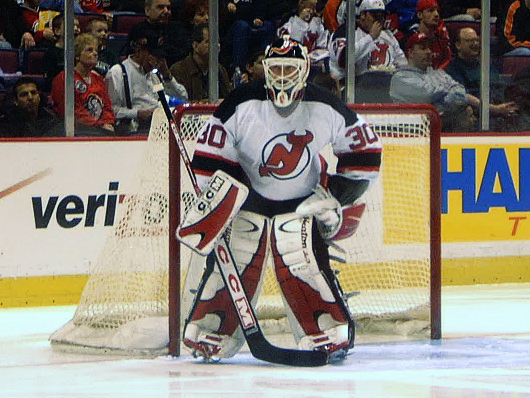
Brodeur en mars 2003.

Au cours de la saison suivante, les Devils terminent à la première place de leur division et de leur association ; avec cent onze points, ils sont la deuxième meilleure équipe de la saison, sept points derrière l'Avalanche du Colorado. Pour l'équipe, il s'agit du plus haut total de points qu'elle compte depuis ses débuts. Brodeur est encore une fois, et pour la quatrième saison de suite, le meneur dans la ligue pour les victoires avec 42 victoires en 72 matchs. Premiers qualifiés de la série pour l'association de l'Est, les Devils affrontent en première ronde les huitièmes qualifiés de l'Est, les Hurricanes de la Caroline. Les diables remportent la série quatre à deux après blanchissages de Brodeur. Après avoir écarté les Maple Leafs de Toronto sept matchs, les Devils font chuter les Penguins de Pittsburgh en cinq rencontres dont deux par des blanchissages 3–0 et 5-0 du gardien québécois. En finale de Coupe Stanley, l'équipe affronte la meilleure formation de la saison régulière, l'Avalanche mais ces derniers remportent la deuxième coupe de leur histoire en gagnant la série en sept matchs.
Au cours de la campagne 2001-2002, Brodeur remporte son 300e match lors d'un blanchissage 2-0 contre les Sénateurs d'Ottawa. Il n'est toutefois plus le meneur des victoires dans la LNH. Dominik Hašek compte 41 victoires, trois de plus que Brodeur. Il mène sur les parties joués (76) ainsi que ses minutes sur la glace (4 347). D'un point de vue collectif, les Devils connaissent une saison mitigée avec la troisième place et leur division et 95 points, le plus bas total depuis leur non-qualification aux séries en 1995. Lors des séries, les Devils sont éliminés en six matchs par les Hurricanes.
En 2002-2003, le numéro 30 retrouve sa place de meneur pour les victoires de la ligue avec 41. Il est également premier pour les blanchissages avec neuf. Les Devils pointent à la première place de leur division, deuxièmes de l'association de l'Est et éliminent successivement les Bruins de Boston, le Lightning de Tampa Bay et les Sénateurs d'Ottawa pour retrouver les Mighty Ducks d'Anaheim. Les trois blanchissages de Brodeur dans la finale permettent aux Devils de remporter une troisième Coupe Stanley. En fin de saison, il remporte le trophée Vézina et a été candidat pour le trophée Hart remis annuellement  au meilleur joueur de la saison régulière mais c'est plutôt Peter Forsberg qui le remporte. Brodeur et les deux gardiens de but des Flyers de Phiadelphie, Roman Čechmánek et Robert Esche, remportent à trois le trophée William-M.-Jennings ; c'est la troisième fois que Brodeur remporte ce trophée. Il fait aussi partie de la première équipe d'étoiles de la LNH.
En 2003-2004, Brodeur remporte le 400e match de sa carrière le 23 mars 2004 contre les Panthers de la Floride. Il mène encore une fois la ligue pour les victoires (38) et les blanchissages (11). Il remporte une nouvelle fois le trophée Vézina et le trophée William-M.-Jennings en plus d'être une nouvelle fois finaliste pour le trophée Hart, honneur qui est finalement remporté par Martin St-Louis du Lightning de Tampa Bay. Brodeur est dans la première équipe d'étoiles pour la deuxième année de suite. Du côté collectif, les Devils font les séries mais s'inclinent au premier tour par les Flyers. Alors que de nombreux joueurs choisissent de partir jouer en Europe ou dans les ligues mineures, Brodeur préfère profiter de la saison 2004-2005, annulée en raison d'un lock-out, pour se reposer.

### La suite de sa carrière

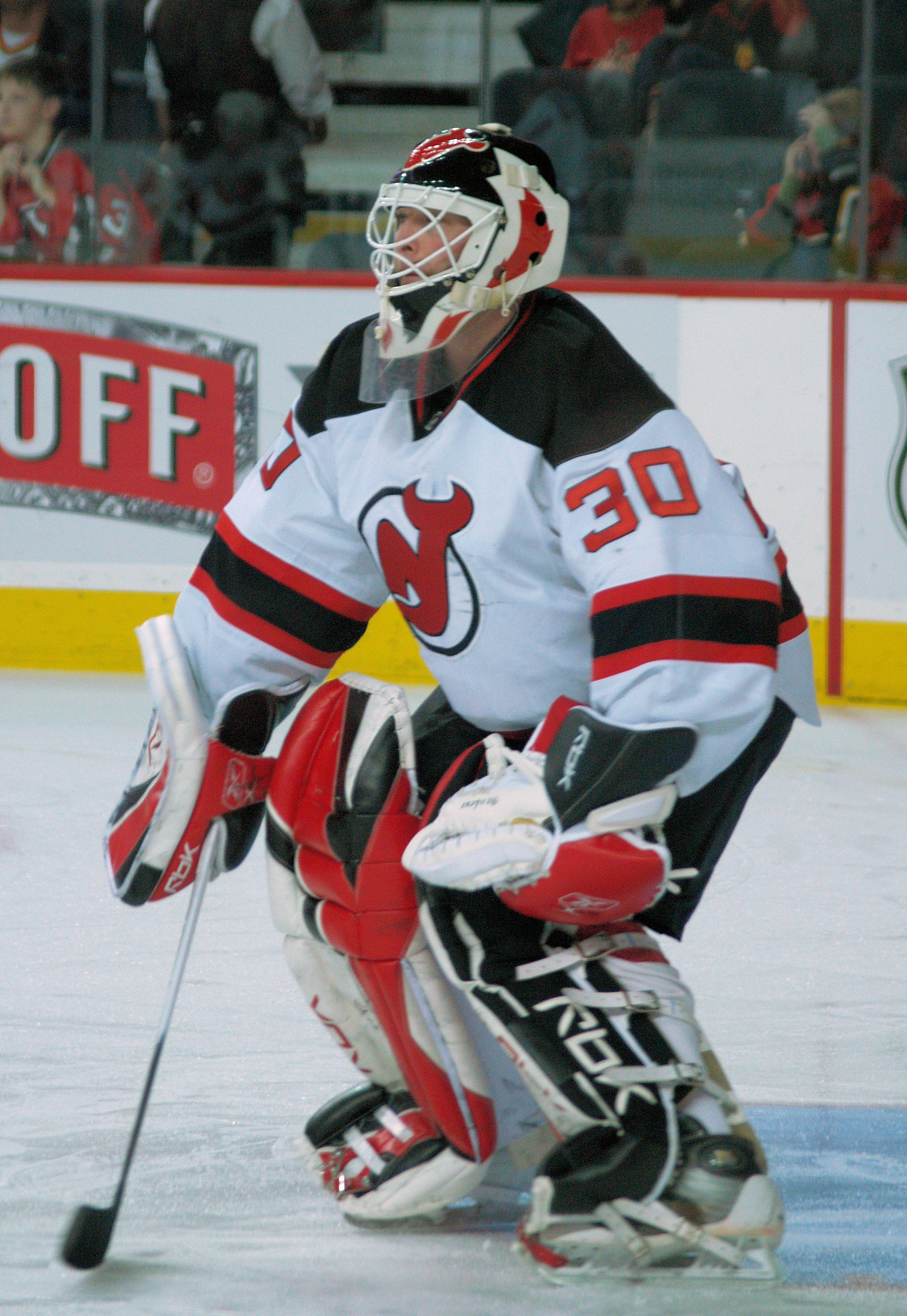
Brodeur lors d'un match avec les Devils en 2007

Brodeur a son propre style de jeu distinctif, aimant s'aventurer autour de son filet pour manier la rondelle. Toutefois, des modifications dans les règlements de la LNH depuis la saison 2005-2006 l'empêchent d'exploiter cette stratégie.
Le 17 novembre 2007, Brodeur atteint un plateau important, il savoure sa 500e victoire de sa carrière sur un gain de 6-2 contre les Flyers de Philadelphie. Il est le deuxième gardien de l'histoire à atteindre ce plateau après Patrick Roy.
Brodeur se blesse un tendon du biceps le 4 novembre 2008. Il ne revient au jeu que le 26 février 2009 et avec 24 arrêts sur autant de tirs, il réalise ce soir-là contre l'Avalanche du Colorado le 99e blanchissage de sa carrière. Deux matchs plus tard, il réalise un nouveau blanchissage, le 100e, contre les Flyers de Philadelphie et devient ainsi le deuxième gardien de l'histoire de la LNH à atteindre ce chiffre après Terry Sawchuk.
Le 14 mars 2009, dans une partie présentée au Centre Bell contre les Canadiens de Montréal, Martin Brodeur signe sa 551e victoire, égalant ainsi la marque de Patrick Roy pour le nombre de victoires en carrière pour un gardien de but dans la LNH. Trois jours plus tard, le 17 mars 2009, dans une victoire de 3-2 contre les Blackhawks de Chicago, Brodeur devint le gardien ayant obtenu le plus de victoires en carrière, soit 552. Encore avec un écart de trois jours en 2009-2010, Brodeur atteint deux marques de plus. Le 18 décembre 2009, contre Ottawa, il surpasse Roy pour le plus grand nombre de parties jouées en faisant une 1030e apparition. Puis, le 21 décembre, il enregistre le 104e blanchissage de sa carrière pour surpasser Terry Sawchuk pour se hisser à la tête de la LNH. La saison 2010-2011 fut beaucoup plus difficile pour le portier des Devils, alors qu'il ne parvient que difficilement à gagner quelques matchs, loin de ses autres saisons fructueuses.
Le 11 mars 2012, Brodeur obtient sa 650e victoire en carrière dans un gain de 4-1 contre les Flyers de Philadelphie.
Le 21 mars 2013, Brodeur est crédité d'un troisième but en carrière après que Jordan Staal a accidentellement marqué dans son propre filet.
Après avoir partagé la saison 2013-2014 avec Cory Schneider, Brodeur est laissé libre par les Devils et devient agent libre. Alors que la saison 2014-2015 est débutée, Brodeur n'a toujours pas trouvé preneur. Finalement, le 26 novembre 2014, il signe un contrat d'essai avec les Blues de Saint-Louis à la suite d'une blessure du gardien Brian Elliott. Une semaine plus tard, il signe un contrat d'une saison avec l'équipe pour un montant de 700 000 $.
Le 4 décembre, il joue pour la première fois un match de la LNH avec un chandail autre que celui des Devils à l'occasion d'un match des Blues contre les Predators de Nashville, qui se solde par une défaite 4-3. Après avoir joué sept matchs avec Saint-Louis pour trois victoires et autant de défaites, il prend sa retraite en tant que joueur le 27 janvier 2015. Il reste néanmoins dans l'organisation des Blues en devenant directeur général adjoint à Doug Armstrong.

### Carrière internationale

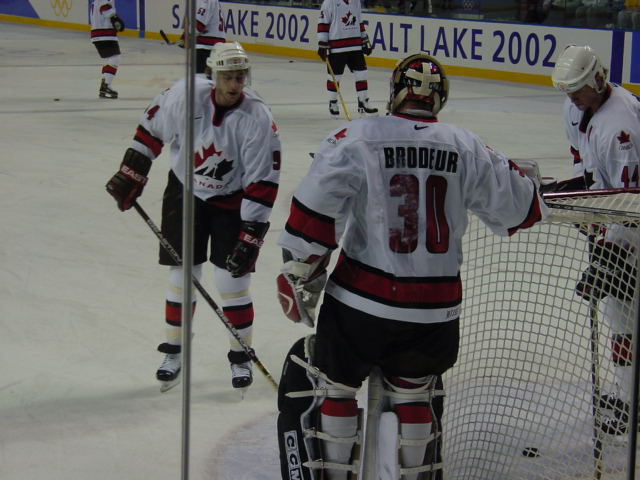
Brodeur (30) avec l'équipe du Canada lors des Jeux olympiques de 2002...

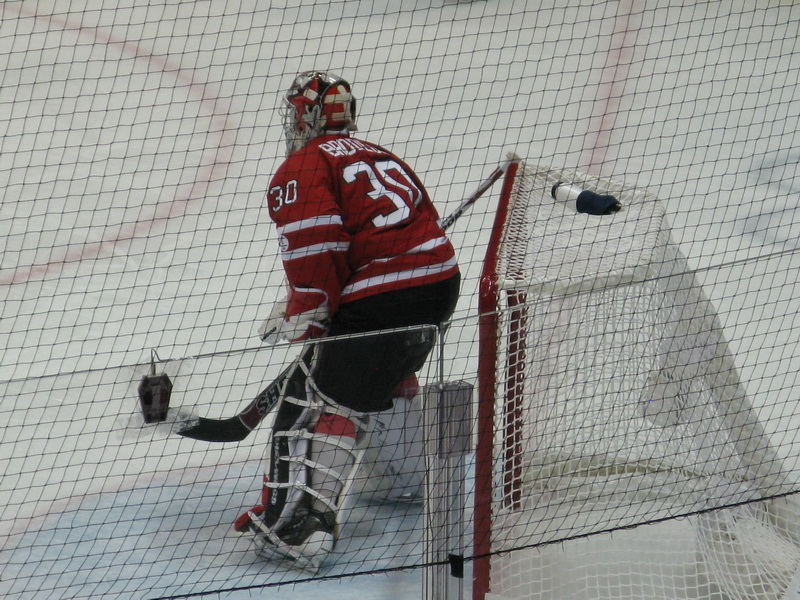
...et lors des Jeux olympiques de 2010.

Brodeur représente pour la première fois l'équipe du Canada à l'occasion du championnat du monde de 1996. L'équipe va perdre la finale 4-2 face à la République tchèque et remportent la médaille d'argent. Brodeur a joué trois matchs avec une défaite et un match nul durant le championnat.
En 1996, la LNH organise une nouvelle compétition internationale : la Coupe du monde. Alors que le Canada joue cette première édition, Brodeur fait partie de l'équipe. L'équipe canadienne rencontre en finale l'équipe des États-Unis pour une série au meilleur des trois matchs. Après une victoire lors du premier match, les Américains décrochent la médaille d'or lors de la troisième manche malgré l'avance 2-1 du Canada après 52 minutes de jeu. Brodeur n'a joué que deux matchs et les autres matchs sont joués par Curtis Joseph.
En février 1998, ont lieu les Jeux olympiques à Nagano au Japon. Pour la première fois dans l'histoire du hockey, la LNH réalise une pause dans son calendrier pour permettre à « ses » joueurs d'y participer. Pour les Jeux, une première phase est jouée entre les « nations mineures », les six meilleures équipes au classement international n'entrant en jeu que pour la deuxième semaine. Ces dernières  sont les États-Unis, la Finlande, la Russie, la République tchèque, la Suède et enfin le Canada. Les Canadiens se classent à la quatrième place du tournoi olympique après la défaite 3-2 contre la Finlande en finale pour la médaille de bronze. Alors que Brodeur fait partie de l'équipe, il n'a pas joué un match pendant les Jeux.
Lors des Jeux olympiques de 2002 à Salt Lake City en Utah, Brodeur était initialement le gardien réserviste de Curtis Joseph. Après une défaite de ce dernier contre la Suède, il est remplacé par Brodeur pour le deuxième match contre l'Allemagne et pour le reste du tournoi. Après des victoires contre la Finlande en quart de finale et la Biélorussie en demi-finale, l'équipe canadienne accède à la finale contre les États-Unis. Brodeur et les Canadiens vont remporter le match 5-2 ainsi que la médaille d'or ; il s'agit d'une première médaille d'or pour l'équipe depuis 1952. Brodeur a réalisé 31 arrêts dans le match.
En 2004, il prend part à la deuxième édition de la Coupe du Monde. Le Canada gagne le tournoi lors de la finale contre la Finlande par la marque de 3-2. Brodeur fait partie de l'équipe-type du tournoi. Le gardien réalise cinq victoires en autant de parties, une moyenne de seulement un but par match ainsi qu'un blanchissage obtenu contre la Slovaquie lors du tournoi.
En 2010, il participe aux Jeux olympiques de Vancouver et gagne l'or avec l'équipe du Canada de hockey sur glace.

## Statistiques

### Statistiques en club
| Saison     | Équipe                   | Ligue      |       | Saison régulière | Saison régulière | Saison régulière | Saison régulière | Saison régulière | Saison régulière | Saison régulière | Saison régulière | Saison régulière | Saison régulière |     | Séries éliminatoires | Séries éliminatoires | Séries éliminatoires | Séries éliminatoires | Séries éliminatoires | Séries éliminatoires | Séries éliminatoires | Séries éliminatoires | Séries éliminatoires |
| Saison     | Équipe                   | Ligue      | PJ    | V                | D                | Pr/N             | Min              | BC               | Moy              | % Arr            | Bl               | Pun              | PJ               | V   | D                    | Min                  | BC                   | Moy                  | % Arr                | Bl                   | Pun                  |                      |                      |
| 1988-1989  | Bourassa de Montréal     | QAAA       | 27    | 13               | 12               | 1                | 1 580            | 98               | 3,72             | n/d              | 0                |                  | 3                | 0   | 3                    | 210                  | 14                   | 3,99                 | n/d                  | 0                    |                      |                      |                      |
| 1989-1990  | Laser de Saint-Hyacinthe | LHJMQ      | 42    | 23               | 13               | 2                | 2 333            | 156              | 4,01             | n/d              | 0                | 10               | 12               | 5   | 7                    | 678                  | 46                   | 4,07                 | n/d                  | 0                    | 14                   |                      |                      |
| 1990-1991  | Laser de Saint-Hyacinthe | LHJMQ      | 52    | 22               | 24               | 4                | 2 946            | 162              | 3,3              | n/d              | 2                | 25               | 4                | 0   | 4                    | 232                  | 16                   | 4,14                 | n/d                  | 0                    |                      |                      |                      |
| 1991-1992  | Devils du New Jersey     | LNH        | 4     | 2                | 1                | 0                | 179              | 10               | 3,36             | 88,2 %           | 0                | 0                | 1                | 0   | 1                    | 32                   | 3                    | 5,61                 | 80,0 %               | 0                    | 0                    |                      |                      |
| 1991-1992  | Laser de Saint-Hyacinthe | LHJMQ      | 48    | 27               | 16               | 4                | 2 846            | 161              | 3,39             | n/d              | 2                | 39               | 5                | 2   | 3                    | 317                  | 14                   | 2,65                 | n/d                  | 0                    | 4                    |                      |                      |
| 1992-1993  | Devils d'Utica           | LAH        | 32    | 14               | 13               | 5                | 1 952            | 131              | 4,03             | n/d              | 0                | 6                | 4                | 1   | 3                    | 258                  | 18                   | 4,19                 | n/d                  | 0                    | 2                    |                      |                      |
| 1993-1994  | Devils du New Jersey     | LNH        | 47    | 27               | 11               | 8                | 2 625            | 105              | 2,40             | 91,5 %           | 3                | 2                | 17               | 8   | 9                    | 1 170                | 38                   | 1,95                 | 92,8 %               | 1                    | 0                    |                      |                      |
| 1994-1995  | Devils du New Jersey     | LNH        | 40    | 19               | 11               | 6                | 2 184            | 89               | 2,44             | 90,2 %           | 3                | 2                | 20               | 16  | 4                    | 1 220                | 34                   | 1,67                 | 92,7 %               | 3                    | 6                    |                      |                      |
| 1995-1996  | Devils du New Jersey     | LNH        | 77    | 34               | 30               | 12               | 4 433            | 173              | 2,34             | 91,1 %           | 6                | 6                | -                | -   | -                    | -                    | -                    | -                    | -                    | -                    | -                    |                      |                      |
| 1996-1997  | Devils du New Jersey     | LNH        | 67    | 37               | 14               | 13               | 3 838            | 120              | 1,88             | 92,7 %           | 10               | 8                | 10               | 5   | 5                    | 658                  | 19                   | 1,73                 | 92,9 %               | 2                    | 0                    |                      |                      |
| 1997-1998  | Devils du New Jersey     | LNH        | 70    | 43               | 17               | 8                | 4 128            | 130              | 1,89             | 91,7 %           | 10               | 10               | 6                | 2   | 4                    | 366                  | 12                   | 1,97                 | 92,7 %               | 0                    | 0                    |                      |                      |
| 1998-1999  | Devils du New Jersey     | LNH        | 70    | 39               | 21               | 10               | 4 239            | 162              | 2,29             | 90,6 %           | 4                | 4                | 7                | 3   | 4                    | 424                  | 20                   | 2,83                 | 85,6 %               | 0                    | 2                    |                      |                      |
| 1999-2000  | Devils du New Jersey     | LNH        | 72    | 43               | 20               | 8                | 4 312            | 161              | 2,24             | 91,0 %           | 6                | 16               | 23               | 16  | 7                    | 1 450                | 39                   | 1,61                 | 92,7 %               | 2                    | 10                   |                      |                      |
| 2000-2001  | Devils du New Jersey     | LNH        | 72    | 42               | 17               | 11               | 4 297            | 166              | 2,32             | 90,6 %           | 9                | 14               | 25               | 15  | 10                   | 1 500                | 52                   | 2,07                 | 89,7 %               | 4                    | 0                    |                      |                      |
| 2001-2002  | Devils du New Jersey     | LNH        | 73    | 38               | 26               | 9                | 4 347            | 156              | 2,15             | 90,6 %           | 4                | 8                | 6                | 2   | 4                    | 381                  | 9                    | 1,42                 | 93,8 %               | 1                    | 0                    |                      |                      |
| 2002-2003  | Devils du New Jersey     | LNH        | 73    | 41               | 23               | 9                | 4 374            | 147              | 2,02             | 91,4 %           | 9                | 10               | 24               | 16  | 8                    | 1 490                | 41                   | 1,65                 | 93,4 %               | 7                    | 6                    |                      |                      |
| 2003-2004  | Devils du New Jersey     | LNH        | 75    | 38               | 26               | 11               | 4 555            | 154              | 2,03             | 91,7 %           | 11               | 4                | 5                | 1   | 4                    | 297                  | 13                   | 2,62                 | 90,2 %               | 0                    | 0                    |                      |                      |
| 2005-2006  | Devils du New Jersey     | LNH        | 73    | 43               | 23               | 7                | 4 365            | 187              | 2,57             | 91,1 %           | 5                | 4                | 9                | 5   | 4                    | 532                  | 20                   | 2,25                 | 92,3 %               | 1                    | 2                    |                      |                      |
| 2006-2007  | Devils du New Jersey     | LNH        | 78    | 48               | 23               | 7                | 4 697            | 171              | 2,18             | 92,2 %           | 12               | 12               | 11               | 5   | 6                    | 688                  | 28                   | 2,44                 | 91,6 %               | 1                    | 2                    |                      |                      |
| 2007-2008  | Devils du New Jersey     | LNH        | 77    | 44               | 27               | 6                | 4 635            | 168              | 2,17             | 92,0 %           | 4                | 6                | 5                | 1   | 4                    | 301                  | 16                   | 3,19                 | 89,1 %               | 0                    | 2                    |                      |                      |
| 2008-2009  | Devils du New Jersey     | LNH        | 31    | 19               | 9                | 3                | 1 814            | 73               | 2,41             | 91,6 %           | 5                | 4                | 7                | 3   | 4                    | 427                  | 17                   | 2,39                 | 92,9 %               | 1                    | 4                    |                      |                      |
| 2009-2010  | Devils du New Jersey     | LNH        | 77    | 45               | 25               | 6                | 4 499            | 168              | 2,24             | 91,6 %           | 9                | 6                | 5                | 1   | 4                    | 299                  | 15                   | 3,01                 | 88,1 %               | 0                    | 0                    |                      |                      |
| 2010-2011  | Devils du New Jersey     | LNH        | 56    | 23               | 26               | 3                | 3 116            | 172              | 2,45             | 90,3 %           | 6                | 2                | -                | -   | -                    | -                    | -                    | -                    | -                    | -                    | -                    |                      |                      |
| 2011-2012  | Devils du New Jersey     | LNH        | 59    | 31               | 21               | 4                | 3 392            | 136              | 2,41             | 90,8 %           | 4                | 2                | 24               | 14  | 9                    | 1 471                | 52                   | 2,12                 | 91,7 %               | 1                    | 0                    |                      |                      |
| 2012-2013  | Devils du New Jersey     | LNH        | 29    | 13               | 9                | 7                | 1 757            | 65               | 2,22             | 90,1 %           | 2                | 0                | -                | -   | -                    | -                    | -                    | -                    | -                    | -                    | -                    |                      |                      |
| 2013-2014  | Devils du New Jersey     | LNH        | 39    | 19               | 14               | 6                | 2 297            | 96               | 2,51             | 90,1 %           | 3                | 2                | -                | -   | -                    | -                    | -                    | -                    | -                    | -                    | -                    |                      |                      |
| 2014-2015  | Blues de Saint-Louis     | LNH        | 7     | 3                | 3                | 0                | 356              | 17               | 2,87             | 89,9 %           | 1                | 0                | -                | -   | -                    | -                    | -                    | -                    | -                    | -                    | -                    |                      |                      |
| Totaux LNH | Totaux LNH               | Totaux LNH | 1 266 | 691              | 397              | 176              | 74 438           | 2 781            | 2,24             | 91,2 %           | 125              | 122              | 205              | 113 | 91                   | 12 717               | 428                  | 2,02                 | 91,9 %               | 24                   | 34                   |                      |                      |

### Statistiques en équipe nationale
| Année | Équipe | Édition              | PJ | Min | V | D | N | DP | BC | AR  | BL | Moy. | Résultat                   |
| ----- | ------ | -------------------- | -- | --- | - | - | - | -- | -- | --- | -- | ---- | -------------------------- |
| 1996  | Canada | Championnat du monde | 3  | 180 | 0 | 1 | 1 | -  | 9  | n/d | 0  | 3,00 | Médaille d'argent          |
| 1996  | Canada | Coupe du monde       | 2  | 60  | 0 | 1 | 0 | -  | 4  | n/d | 0  | 4,00 | Défaite en finale          |
| 1998  | Canada | Jeux olympiques      | 0  | 0   | 0 | 0 | 0 | -  | 0  | 0   | 0  | 0,00 | Quatrième place            |
| 2002  | Canada | Jeux olympiques      | 5  | 300 | 4 | 0 | 1 | -  | 9  | n/d | 0  | 1,80 | Médaille d'or              |
| 2004  | Canada | Coupe du monde       | 5  | 300 | 5 | 0 | 0 | -  | 5  | 129 | 1  | 1,00 | Vainqueur                  |
| 2005  | Canada | Championnat du monde | 7  | 419 | 5 | 2 | 0 | -  | 20 | 218 | 0  | 2,87 | Médaille d'argent          |
| 2006  | Canada | Jeux olympiques      | 4  | 239 | 2 | 2 | - | 0  | 8  | n/d | 0  | 2,01 | Défaite en quart-de-finale |
| 2010  | Canada | Jeux olympiques      | 2  | 124 | 1 | 1 | - | -  | 6  | n/d | 0  | 2.90 | Médaille d'or              |

## Records
Données prises le 20 avril 2012.
- 1er pour le plus de saison de 40 victoires (8).
- 1er pour le plus de saison de 35 victoires (12).
- 1er pour le plus de saison de 30 victoires (13).
- 1er pour le nombre de victoires en une saison (48).
- 1er pour le nombre de victoires en saison régulière (691).
- 2e pour le nombre de victoires en séries éliminatoires (113).
- 1er pour le nombre de victoires en prolongation (52).
- 1er pour le nombre de victoires en tir de barrage (26).
- 1er pour le nombre de matchs en saison régulière (1076).
- 2e pour le nombre de matchs en séries éliminatoires (181).
- 1er pour le nombre de blanchissages en saison régulière (121).
- 1er pour le nombre de blanchissages en séries éliminatoires (24).
- 1er pour le nombre de blanchissages pour une saison en séries éliminatoires (7).
- 8e pour la moyenne de buts alloués en saison régulière (2,20).
- 9e pour la moyenne de buts alloués en séries éliminatoires (2.01).
- 1er pour le nombre de minutes jouées en une saison (4697).
- Le 27 novembre 2009, il devient le 1er pour le nombre de minutes jouées en saison régulière (58434).
- Le 21 décembre 2009, il devient le 1er pour le nombre de blanchissage au cours d'une carrière (104) et en compte (121) à la fin de la saison 2012-2013.

## Distinctions
- Médaille de l'Assemblée nationale, 2009[64]